# Plautdietsch FRIND
Die Plautdietsch FRIND ist eine Zeitschrift in plautdietscher Sprache und wurde 2001 gegründet. In einer Auflage von 1.000 Exemplaren ist sie zunächst vierteljährlich erschienen, seit 2007 einmal im Jahr, für 2012 sind zwei Ausgaben geplant. Von den Russlandmennoniten weltweit wird die Zeitschrift sowohl als Instrument zur Pflege und Dokumentation der Sprache Plautdietsch als auch als internationales und kirchenunabhängiges Informationsforum genutzt. Das plautdietsche Wort „Frind“ (stimmhaftes d) ist die Mehrzahl von „Frint“ und bedeutet „Freunde“.

## Herausgeber und Redaktion
Die Zeitschrift wird vom Verein Plautdietsch-Freunde e. V. (Detmold, früher Oerlinghausen) herausgegeben. Die Initiatoren Peter Wiens (Chefredakteur) und Peter Penner (Graphik/Layout) waren gleichzeitig auch die Mitbegründer des herausgebenden Vereins. 2007 hat Heinrich Siemens (Bonn), neuer Vorsitzender des herausgebenden Vereins, kommissarisch die Chefredaktion übernommen, seit 2011 ist Horst Martens der Chefredakteur. Wiens und Siemens vertreten die Plautdietsch-Sprecher in Deutschland auch im Bundesrat für Niederdeutsch (Bremen).

## Inhalt und Themen
Auf 40 farbigen Seiten werden aktuelle Themen behandelt und plautdietsche Autoren mit Kurzgeschichten, Gedichten und anderen Texten präsentiert. Es wird über kulturelle Veranstaltungen berichtet, die Leser werden über geplante und durchgeführte Aktivitäten von plautdietschen Vereinen und Initiativen informiert. Auch für kommerzielle Anzeigen in plautdietscher Sprache wird die Zeitschrift zunehmend genutzt.
Während die Russlandmennoniten in ihrer bewegten Kultur- und Migrationsgeschichte auf eine Vielzahl von eigenen Zeitschriften und Zeitungen zurückblicken können, so hat es bis zum Erscheinen der Plautdietsch FRIND nie ein Periodikum in ihrer eigentlichen Sprache Plautdietsch gegeben. Neu an der Zeitschrift Plautdietsch FRIND ist auch, dass sie sich inhaltlich und thematisch gleichermaßen an religiöse bzw. gläubige und an atheistische bzw. kirchenferne Leser richtet. (Von den etwa 200.000 Plautdietsch-Sprechern in Deutschland ist schätzungsweise jeder zweite mit einer der russlandmennonitisch geprägten Kirchengemeinden verbunden. In Kanada oder in den USA sieht es ähnlich aus. In den bisher erschienenen Ausgaben gab es immer wieder Themen, die den einen zu „weltlich“ waren, und Themen, die wiederum anderen zu „fromm“ erschienen. Die Diskussion und Auseinandersetzung mit dem Andersdenkenden wird vom Herausgeber ausdrücklich gewünscht.)

## Abonnenten und Leser
Zu den Abonnenten und Lesern der Zeitschrift Plautdietsch FRIND gehören Menschen in Deutschland, Russland, Kanada, USA, Mexiko, Bolivien, Paraguay und anderen Ländern. Es sind vor allem die weltweit verstreut lebenden Russlandmennoniten, da es hier nicht nur um Informationsvermittlung, sondern um die Pflege und Dokumentation ihrer ursprünglichen Muttersprache geht. Leserberichten zufolge werden die einzelnen Ausgaben, nachdem sie vom Abonnent gelesen worden sind, an Verwandte, Freunde und Bekannte weitergeben, so dass davon ausgegangen werden kann, dass ein einzelnes Heft in der Regel von einer relativ großen Personenzahl gelesen wird.

## Sprache
Alle Artikel der Zeitschrift wurden bzw. werden in Plautdietsch verfasst. Da es in der Geschichte dieser Sprache bisher keine offizielle Normierung der Schreibweise gegeben hat, wird mit der Verbreitung der Plautdietsch FRIND auch nach und nach eine einheitliche Orthographie entwickelt und so weit wie möglich etabliert. Die Plautdietsch FRIND ist weltweit die erste und bisher einzige Zeitschrift in plautdietscher Sprache, was ihr in der internationalen Gemeinschaft der Russlandmennoniten kulturgeschichtliche Relevanz verleiht.
Als Maßnahme zur Pflege und Dokumentation einer Minderheitensprache in Europa ist die Existenz und Weiterentwicklung der Zeitschrift Plautdietsch FRIND ganz im Sinne der EU-Sprachenpolitik (siehe Europäische Charta der Regional- oder Minderheitensprachen).